# Allaro
El río Allaro es un importante río al sur de la península Itálica, este río da nombre al valle por el que fluye: el Valle de Allaro. El río cruza por los poblados de Caulonia Marina, Aguglia, Foca, Tarzia, Carrubbara-liserà, Mangione Calamandre, Vincilago, San Nicola, y como no, por todo el municipio de Caulonia.

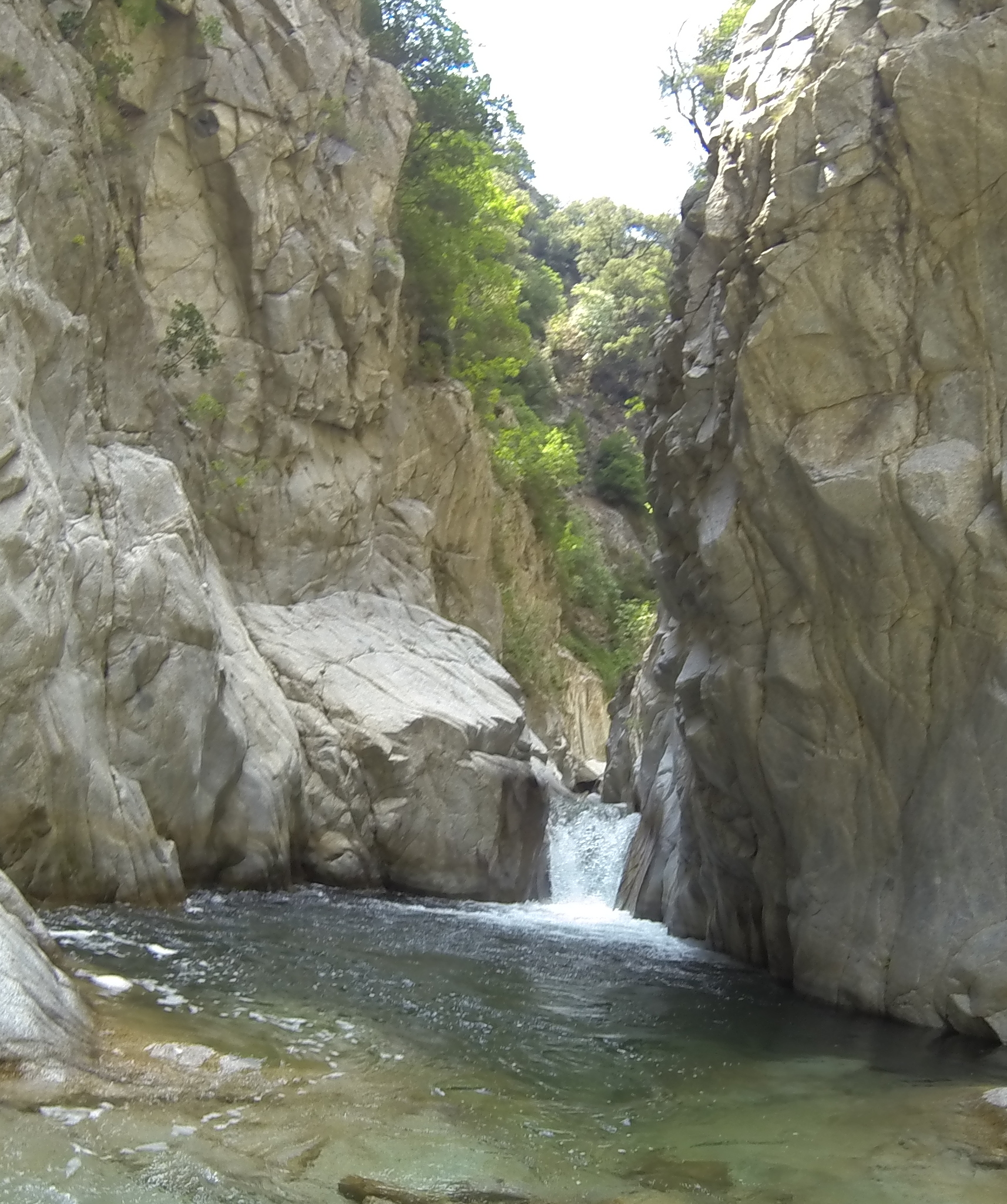
Panorama del río Allaro.

## Historia
Este río es famoso por haber albergado en su larga historia, una batalla entre las ciudades de Crotona y Locros que se desarrolló entre los años 560 y 530 antes de Cristo, durante la época de la Magna Grecia. El río Allaro, según algunos manuscritos del siglo XVI, es un río rico en anguilas y salmonetes.
El 5 de noviembre de 1855 fue el protagonista de una gran inundación, y entre 1951 y 1953 el río se desbordó totalmente de nuevo, dejando así grandes destrozos por todo el municipio de Caulonia.

## Principales intereses turísticos
Al final del río se encuentra el territorio de San Nicola, donde lo que más llama la atención entre los turistas es una ermita, llamada la ermita de Sant’Ilarione. También se puede observar la cascada de San Nicola, donde se encuentran las rutas más bellas de todo el municipio.